# جائزة هولندا الكبرى 1984
جائزة هولندا الكبرى 1984 هو سباق فورمولا 1 أقيم بتاريخ 26 أغسطس 1984 في حلبة بارك زانتفورت، هولندا. كان الثالث عشر من أصل 16 في بطولة العالم لسباقات الفورمولا واحد موسم 1984. حلّ الفرنسي ألن بروست أولا بينما جاء النمساوي نيكي لاودا في المركز الثاني وحصل على المركز الثالث البريطاني نايجل مانسيل.